# Pressedienst (Pressemeldung)
Ein Pressedienst, der in Form von Pressemeldungen bzw. Pressemitteilungen verbreitet wird, ist ein einmaliger oder regelmäßiger Informationsdienst für die Presse. Er wird beispielsweise von PR-Agenturen oder von Pressestellen von Firmen, Vereinen, Institutionen, Organisationen, Behörden oder Personen des öffentlichen Lebens oder öffentlichen Interesses angeboten. Ein Pressedienst ist in der Regel kostenlos; die darin verbreiteten Texte und Fotos dürfen von anderen Medien kostenlos verwendet werden. Über einen Pressedienst verbreitete Beiträge werden in den redaktionellen Teil des jeweiligen Mediums integriert, wobei sie zumeist redaktionell überarbeitet werden. Die oftmals mitgelieferten Fotos werden als Pressedienst, PD oder mit dem Namen der herausgebenden Firma oder Institution gekennzeichnet.

## Abgrenzung
Im Gegensatz dazu gibt es auch Pressedienste, die von Nachrichten- und Presseagenturen angeboten werden und kostenpflichtig sind.

## PR-Instrument
Viele juristische Personen (Firmen, Vereinen, Institutionen, Organisationen, Behörden etc.) publizieren zumeist kostenlose Pressedienste im Sinne der eigenen Öffentlichkeitsarbeit (engl.: Public Relations, PR). Diese werden oftmals in der Form von unregelmäßigen Pressemitteilungen herausgegeben. Ein Pressedienst ist in diesem Fall ein Kommunikationsinstrument im Rahmen der Pressearbeit. Verschiedene Dienstleister der Medienbranche (z. B. PR-Agenturen) haben sich auf die Vermittlung und Vermarktung von Pressediensten unter der Berücksichtigung journalistischer Kriterien spezialisiert.
Zentrale Aufgabe der Kommunikationspolitik eines Unternehmens hinsichtlich der verbraucherorientierten Pressearbeit ist die Vermittlung eines konsistenten Bildes von einem Unternehmen und dessen Produkten oder Dienstleistungen. Häufig werden deshalb beim Pressedienst Ratgeberthemen mit erklärungsbedürftigen Produkten oder Dienstleistungen umschrieben.
Der Deutsche Presserat fordert, „dass redaktionelle Veröffentlichungen nicht durch private oder geschäftliche Interessen Dritter oder durch persönliche wirtschaftliche Interessen der Journalisten beeinflusst werden“ dürfen. Verleger und Redakteure haben „eine klare Trennung zwischen redaktionellem Text und Veröffentlichungen zu werblichen Zwecken“ vorzunehmen. Hier ist von der Abgrenzung zum Materndienst die Rede.